# 헤네랄라고스
헤네랄라고스(스페인어: General Lagos)는 칠레 아리카 이 파리나코타 주 파리나코타 현에 위치한 도시로 면적은 2,244.4km2, 높이는 4,093m, 인구는 625명(2012년 기준)이다.